# Susan Faludi
Susan C. Faludi (ur. 18 kwietnia 1959 w Nowym Jorku) – amerykańska dziennikarka, feministka, zdobywczyni Nagrody Pulitzera.
Jej zainteresowanie dziennikarstwem zaczęło się przejawiać w piątej klasie, później w trakcie studiów na Harvardzie pisała do studenckiej gazety artykuły dotyczące dyskryminacji i molestowania seksualnego na kampusie (1981). W następnych latach pracowała m.in. w The Miami Herald i w Atlanta Constitution. Później otrzymała stanowisko reporterki w San Jose Mercuty News (1986–1988) oraz w Wall Street Journal.
Jest autorką głośnej książki Backlash: The Undeclared War Against American Women (Backlash. Niewypowiedziana wojna przeciwko amerykańskim kobietom). Książka została wydana w 1991 roku, dotyczyła zagadnień związanych ze zjawiskami społeczno-ekonomicznymi lat 80. Autorka opisała w niej szereg różnych spraw, które krążyły wokół reakcji społeczeństwa na prawa kobiet wywalczone w czasie lat 70. Opisane przez nią zjawisko otrzymało nazwę „backlash”. Otrzymała za nią National Book Critics Circle Award. Publikuje w „The New Yorker”, „The Wall Street Journal”, „The New York Times”, „Los Angeles Times” i „Nation”.
Mieszka w Cambridge, w Massachusetts.

## Książki
- Susan Faludi: Backlash: The Undeclared War Against American Women. Wyd. Wydanie z okazji 15 rocznicy publikacji. Stany Zjednoczone: Three Rivers Press, 15.08.2006. ISBN 978-0307345424. (ang.). Brak numerów stron w książce (pierwodruk w 1991 roku)
- Susan Faludi: Stiffed: The Betrayal of the American Man. Harper Perennial, 01.10.2000. ISBN 0-380-72045-0. (ang.). Brak numerów stron w książce
- Susan Faludi: The Terror Dream: Fear and Fantasy in Post-9/11 America. Metropolitan Books, 02.10.2007. ISBN 978-0805086928. (ang.). Brak numerów stron w książce